# Daniel Stahl
Daniel Stahl (suec: Daniel Ståhl)  (Estocolm, Suècia, 27 d'agost de 1992) és un atleta suec especialitzat en la prova de llançament de disc. Ha participat en 2 Olimpíades, guanyant la medalla d'or als Jocs Olímpics de Tòquio 2020. A més, ha guanyat 3 medalles (2 d'or) en els Campionats del Món i 1 medalla de plata en els Campionats d'Europa.
Actualment ostenta el rècord en els Campionats del Món, amb un llançament de 71.46m, aconseguit el 22 d'agost del 2023 a Budapest, després d'una final agònica on va aconseguir la medalla d'or en l'últim llançament. També posseeix el rècord nacional de Suècia amb una distància de 71.86m, igualant el 4t millor llançament de la història.

## Marques personals
| Disciplina         | Marca     | Seu       | Data               |
| ------------------ | --------- | --------- | ------------------ |
| Llançament de disc | 71.86m NR | Bottnaryd | 29 de juny de 2019 |
| Llançament de pes  | 19.47m    | Boras     | 29 d'agost de 2021 |

## Trajectòria professional
| Jocs Olímpics      | Jocs Olímpics  | Jocs Olímpics | Jocs Olímpics      |
| Any                | Seu            | Posició       | Prova              |
| ------------------ | -------------- | ------------- | ------------------ |
| 2016               | Rio de Janeiro | 14a posició   | Llançament de disc |
| 2020               | Tòquio         | 1             | Llançament de disc |
| Campionat del Món  |                |               |                    |
| 2015               | Pequín         | 5a posició    | Llançament de disc |
| 2017               | Londres        | 2             | Llançament de disc |
| 2019               | Doha           | 1             | Llançament de disc |
| 2022               | Eugene         | 4a posició    | Llançament de disc |
| 2023               | Budapest       | 1             | Llançament de disc |
| Campionat d'Europa |                |               |                    |
| 2014               | Zúric          | 24a posició   | Llançament de disc |
| 2016               | Amsterdam      | 5a posició    | Llançament de disc |
| 2018               | Berlín         | 2             | Llançament de disc |
| 2022               | Múnic          | 5a posició    | Llançament de disc |